# Estación Cebollar
Cebollar era una estación de ferrocarril ubicada en el Departamento Capital de la provincia de La Rioja, Argentina.

## Servicios
Sus vías e instalaciones corresponden al Ramal A del Ferrocarril General Belgrano, que opera la empresa estatal Trenes Argentinos Cargas.
Desde esta estación se abría el Ramal A5 hasta Tinogasta y Andalgalá.